# 安亭駅 (中国国鉄)
安亭駅（あんていえき、中文表記: 安亭火车站）は、中華人民共和国上海市嘉定区安亭鎮にある鉄道駅。
安亭鎮のはずれにある。現在は旅客列車は停車しない。上海フォルクスワーゲンの貨物取扱駅。
| スタブアイコン | サブスタブ | この項目は、まだ閲覧者の調べものの参照としては役立たない、鉄道に関連した書きかけの項目です。この項目を加筆・訂正などしてくださる協力者を求めています（P:鉄道/PJ:鉄道）。 |